# Edu Moya
Eduardo Moya Cantillo, detto Edu (Monesterio, 3 gennaio 1981), è un ex calciatore spagnolo, di ruolo difensore.

## Carriera
Moya cominciò la carriera con la maglia dell'Extremadura. Militò poi nel Tenerife, formazione che lo cedette in prestito al Maiorca a gennaio 2004. Con questa maglia poté debuttare nella Primera División: in data 18 gennaio, infatti, subentrò a Javier Olaizola nel pareggio per 1-1 contro il Racing Santander. A fine stagione tornò al Tenerife, dove rimase per le successive due stagioni.
Si trasferì poi al Recreativo Huelva, ancora nella Primera División: esordì con questa casacca il 27 agosto 2007, titolare nel pareggio per 1-1 contro il Maiorca. Dopo due stagioni, entrambe nella massima divisione spagnola, si accordò con il Celta Vigo. Vestì poi le maglie di Hércules e Xerez.
Nel 2012, si trasferì ai norvegesi del Fyllingsdalen, formazione di 2. divisjon. Debuttò in squadra il 14 aprile, schierato titolare nel successo per 4-2 sul Buvik. In una stagione e mezzo, totalizzò 27 presenze e 2 reti in campionato. Il 7 luglio 2013, si trasferì ai boliviani del Bolívar.